# Ассоциация против поправки о сухом законе
Ассоциация против поправки о сухом законе (англ. Association Against the Prohibition Amendment) была основана в 1918 году и стала ведущей организацией, работающей над отменой сухого закона в Соединённых Штатах Америки. Это была первая группа, созданная для борьбы с сухим законом, также известным как 18-я поправка. Группа была официально зарегистрирована 31 декабря 1920 года. Её деятельность заключалась в митингах, протестах и распространении информационных брошюр, и она действовала исключительно за счёт добровольных финансовых взносов. Из-за небольшого объёма финансовых взносов Ассоциация в значительной степени стагнировала, пока в середине 1920-х к ней не присоединились видные участники.

## Развитие
Хотя Ассоциация против Поправки о запрете (AAPA) образовалась в 1918 году, она в основном оставалась неразвитой до тех пор, пока в середине 1920-х к ней не присоединились видные участники. Видными членами организации были Пьер С. Дюпон, Ирене Дюпон, Джон Дж. Раскоб, Жуэт Шаус, Грейсон М.П. Мерфи и Джеймс Уолкотт Уодсворт-младший. Их рекламная кампания, начавшаяся в 1928 году, помогла мобилизовать растущую оппозицию 18-я поправке. В качестве официальной песни была выбрана «Light Wine and Beer» Дэйва Кона и Джорджа Веста-младшего на музыку Берта Кина. Хотя Ассоциация зависела от пожертвований, она отказывалась принимать деньги от компаний, заинтересованных в потреблении алкоголя, таких как пивоваренные и ликёроводочные заводы. В организации насчитывалось более 500 000 членов в 28 штатах.

## Мероприятия
Чтобы продвигать свою деятельность, Ассоциация распространила более 1 250 000 исследовательских брошюр, часто акцентируя внимание на негативных последствиях запрета для экономики и на том, как сухой закон увеличил количество нелегальных винокурен. Ассоциация утверждала в 18 различных исследовательских брошюрах, которые она распространяла, что прекращение сухого закона поможет экономике, а позже заявила, что отмена 18-й поправки в конечном итоге поможет Соединённым Штатам оправиться от Великой депрессии.

## Успех и роспуск
Ассоциация против запрещающей поправки официально распущена 5 декабря 1933 года после того, как ратификация двадцать первой поправки тремя штатами официально отменила сухой закон. Заключительной операцией Ассоциации стало празднование вечером 5 декабря для 170 членов в отеле Waldorf Astoria в Нью-Йорке.

## Известные публикации ассоциации
- Du Pont, Pierre S. (1926). Eighteenth Amendment Not a Remedy for the Drink Evil (Document). Washington D.C.: Association Against the Prohibition Amendment. hdl:2027/mdp.39015039331593.
- Canada Liquor Crossing the Border (Document). Washington D.C.: Association Against the Prohibition Amendment. 1929. hdl:2027/mdp.39015041742365.
- Reforming America with a Shotgun; A Study of Prohibition Killings (Document). Washington D.C.: Association Against the Prohibition Amendment. 1929. hdl:2027/mdp.39015035011272.
- Scandals of Prohibition Enforcement (Document). Washington D.C.: Association Against the Prohibition Amendment. 1929. hdl:2027/mdp.39015035011132.
- Does Prohibition Pay? (Document). Washington D.C.: Association Against the Prohibition Amendment. 1930. hdl:2027/mdp.39015035011140.
- Finland's Prohibition: An Echo of Volsteadism (Document). Washington D.C.: Association Against the Prohibition Amendment. 1930. hdl:2027/mdp.39015039347789.
- Prohibition Enforcement: Its Effect on Courts and Prisons (Document). Washington D.C.: Association Against the Prohibition Amendment. 1930. hdl:2027/mdp.39015035011157.
- The Bratt System of Liquor Control in Sweden (Document). Washington D.C.: Association Against the Prohibition Amendment. 1930. hdl:2027/mdp.39015071420049.
- Norway's Noble Experiment (Document). Washington D.C.: Association Against the Prohibition Amendment. 1931. hdl:2027/mdp.39015039331627.